# Хайрюзовка (Алтайский край)
Хайрюзовка — село в Троицком районе Алтайского края. Административный центр Хайрюзовского сельсовета.

## География
Село находится на берегах реки Белая, вблизи места впадения в неё реки Хайрюза. Абсолютная высота — 241 м над уровнем моря.

### Климат
Климат характеризуется как континентальный, с продолжительной холодной зимой и коротким тёплым летом. Средняя температура самого тёплого месяца (июля) составляет 19 °С. Средняя температура самого холодного месяца (января) — −18 °С (абсолютный минимум — −50 °С). Годовое количество осадков — 300—350 мм. Продолжительность периода с устойчивым снежным покровом составляет 160 −170 дней.

## История
Основано в 1776 году. В 1926 году в селе Хайрузовское имелось 654 хозяйства и проживало 3886 человек (1901 мужчина и 1985 женщин). В национальном составе населения того периода преобладали русские. В административном отношении являлось центром Хайрюзовского сельсовета Больше-Реченского района Бийского округа Сибирского края.

## Население
| 1926 | 1997 | 1998 | 1999 | 2000 | 2001 |
| ---- | ---- | ---- | ---- | ---- | ---- |
| 3886 | ↘829 | ↗846 | ↘812 | ↘798 | ↘790 |
| 2002 | 2003 | 2004 | 2005 | 2006 | 2007 |
| ↘750 | ↘724 | →724 | ↘686 | ↘652 | ↘553 |
| 2008 | 2009 | 2010 | 2011 | 2012 | 2013 |
| ↘506 | ↗547 | ↘510 | ↗511 | ↘479 | ↘450 |

### Национальный состав
Согласно результатам переписи 2002 года, в национальной структуре населения русские составляли 92 %.